# Megacmonotus magnus
Megacmonotus magnus is een insect uit de familie van de vlinderhaften (Ascalaphidae), die tot de orde netvleugeligen (Neuroptera) behoort. 
Megacmonotus magnus is voor het eerst wetenschappelijk beschreven door McLachlan in 1871.